# Веселовка (Гурьевский городской округ)
Веселовка — посёлок в Калининградской области России. Входил в состав Добринского сельского поселения в Гурьевском районе.

## История
Деревня Зилькайм была основана до 1375 года.
В 1946 году Зилькайм был переименован в поселок Веселовку.

## Население
| 2002 | 2010 |
| ---- | ---- |
| 61   | ↗78  |

В 1910 году в Зилькайме проживало 429 человек, в 1933 году — 358 человек, в 1939 году — 371 человек.